# A Cook-szigetek a 2016. évi nyári olimpiai játékokon
A Cook-szigetek a brazíliai Rio de Janeiróban megrendezett 2016. évi nyári olimpiai játékok egyik részt vevő nemzete volt. Az országot az olimpián 5 sportágban 9 sportoló képviselte, akik érmet nem szereztek.

## Atlétika
Férfi
| Versenyző    | Versenyszám | Előfutam | Előfutam | Előfutam | Elődöntő | Elődöntő | Elődöntő | Döntő   | Döntő    |
| Versenyző    | Versenyszám | Idő      | Hely.    | Össz.    | Idő      | Hely.    | Össz.    | Idő     | Helyezés |
| ------------ | ----------- | -------- | -------- | -------- | -------- | -------- | -------- | ------- | -------- |
| Alex Beddoes | 800 m       | 1:52,76  | 9.       | 51.      | kiesett  | kiesett  | kiesett  | kiesett | kiesett  |

Női
| Versenyző | Versenyszám | Selejtező | Selejtező | Selejtező | Előfutam | Előfutam | Előfutam | Elődöntő | Elődöntő | Elődöntő | Döntő   | Döntő    |
| Versenyző | Versenyszám | Idő       | Hely.     | Össz.     | Idő      | Hely.    | Össz.    | Idő      | Hely.    | Össz.    | Idő     | Helyezés |
| --------- | ----------- | --------- | --------- | --------- | -------- | -------- | -------- | -------- | -------- | -------- | ------- | -------- |
| Pat Taea  | 100 m       | 12,30     | 2.        | 6.        | 12,41    | 8.       | 61.      | kiesett  | kiesett  | kiesett  | kiesett | kiesett  |

## Kajak-kenu

### Szlalom
Férfi
| Versenyző       | Versenyszám | Selejtező | Selejtező | Selejtező | Selejtező | Selejtező | Elődöntő | Elődöntő | Döntő   | Döntő   | Összesítés | Összesítés |
| Versenyző       | Versenyszám | 1. futam  | 1. futam  | 2. futam  | 2. futam  | Hely.     | Elődöntő | Elődöntő | Döntő   | Döntő   | Összesítés | Összesítés |
| Versenyző       | Versenyszám | Idő       | Hely.     | Idő       | Hely.     | Hely.     | Idő      | Hely.    | Idő     | Hely.   | Idő        | Helyezés   |
| --------------- | ----------- | --------- | --------- | --------- | --------- | --------- | -------- | -------- | ------- | ------- | ---------- | ---------- |
| Bryden Nicholas | Kajak egyes | 105,18    | 18.       | 125,64    | 20.       | 21.       | kiesett  | kiesett  | kiesett | kiesett | kiesett    | kiesett    |

Női
| Versenyző     | Versenyszám | Selejtező | Selejtező | Selejtező | Selejtező | Selejtező | Elődöntő | Elődöntő | Döntő   | Döntő   | Összesítés | Összesítés |
| Versenyző     | Versenyszám | 1. futam  | 1. futam  | 2. futam  | 2. futam  | Hely.     | Elődöntő | Elődöntő | Döntő   | Döntő   | Összesítés | Összesítés |
| Versenyző     | Versenyszám | Idő       | Hely.     | Idő       | Hely.     | Hely.     | Idő      | Hely.    | Idő     | Hely.   | Idő        | Helyezés   |
| ------------- | ----------- | --------- | --------- | --------- | --------- | --------- | -------- | -------- | ------- | ------- | ---------- | ---------- |
| Ella Nicholas | Kajak egyes | 119,69    | 17.       | 316,72    | 20.       | 18.       | kiesett  | kiesett  | kiesett | kiesett | kiesett    | kiesett    |

## Súlyemelés
Női
| Versenyző    | Versenyszám | Szakítás | Szakítás | Lökés    | Lökés    | Összesen | Helyezés |
| Versenyző    | Versenyszám | Eredmény | Helyezés | Eredmény | Helyezés | Összesen | Helyezés |
| ------------ | ----------- | -------- | -------- | -------- | -------- | -------- | -------- |
| Luisa Peters | +75 kg      | 100,0    | 14.      | 124,0    | 14.      | 224,0    | 14.      |

## Úszás
Férfi
| Versenyző      | Versenyszám  | Előfutam | Előfutam | Előfutam | Döntő   | Döntő    |
| Versenyző      | Versenyszám  | Idő      | Hely.    | Össz.    | Idő     | Helyezés |
| -------------- | ------------ | -------- | -------- | -------- | ------- | -------- |
| Wesley Roberts | 1500 m gyors | 15:44,32 | 5.       | 44.      | kiesett | kiesett  |

Női
| Versenyző            | Versenyszám | Előfutam | Előfutam | Előfutam | Elődöntő | Elődöntő | Elődöntő | Döntő   | Döntő    |
| Versenyző            | Versenyszám | Idő      | Hely.    | Össz.    | Idő      | Hely.    | Össz.    | Idő     | Helyezés |
| -------------------- | ----------- | -------- | -------- | -------- | -------- | -------- | -------- | ------- | -------- |
| Tracy Keith-Matchitt | 100 m gyors | 58,99    | 7.       | 38.      | kiesett  | kiesett  | kiesett  | kiesett | kiesett  |

## Vitorlázás
Férfi
| Versenyző         | Versenyszám | Futam | Futam | Futam | Futam | Futam | Futam | Futam | Futam | Futam | Futam | Futam   | Pontszám | Helyezés |
| Versenyző         | Versenyszám | 1     | 2     | 3     | 4     | 5     | 6     | 7     | 8     | 9     | 10    | É       | Pontszám | Helyezés |
| ----------------- | ----------- | ----- | ----- | ----- | ----- | ----- | ----- | ----- | ----- | ----- | ----- | ------- | -------- | -------- |
| Peter Elisa Henry | Laser       | 40    | 39    | 43    | 34    | 36    | 40    | 45    | (47)  | 44    | 41    | kiesett | 362      | 44.      |

Női
| Versenyző     | Versenyszám  | Futam | Futam | Futam | Futam | Futam | Futam | Futam | Futam | Futam | Futam | Futam   | Pontszám | Helyezés |
| Versenyző     | Versenyszám  | 1     | 2     | 3     | 4     | 5     | 6     | 7     | 8     | 9     | 10    | É       | Pontszám | Helyezés |
| ------------- | ------------ | ----- | ----- | ----- | ----- | ----- | ----- | ----- | ----- | ----- | ----- | ------- | -------- | -------- |
| Teau McKenzie | Laser radial | 30    | 36    | 34    | (37)  | 34    | 32    | 33    | 35    | 34    | 35    | kiesett | 303      | 35.      |